# Ермолаев, Виктор Николаевич
Виктор Николаевич Ермолаев (укр. Віктор Миколайович Єрмолаєв; род. 7 июля 1957, село Довгалевка, Балаклейский район, Харьковская область, Украинская ССР) — советский и украинский учёный-правовед, специалист в области истории государства и права, общественный деятель. Доктор юридических наук (2006), профессор (2007), академик Национальной академии правовых наук Украины (2017). Начиная с 1983 года работает в Национальном юридическом университете имени Ярослава Мудрого, где в 1993—2004 годах был деканом факультета подготовки кадров для Минюста Украины, а с 2006 года — директором Института последипломного образования. Одновременно является профессором кафедры истории государства и права Украины и зарубежных стран этого же университета. Депутат Харьковского областного совета IV и V созывов. Заслуженный деятель науки и техники Украины (2008).